# 全食之战
《全食之战》是一款由晶体动力制作和发行的轨道射击游戏。游戏于1994年在3DO发行。游戏后移植至PlayStation等平台。
游戏的情节主要涉及空间作战。地球正在受到不明空间种族Drak-Sai的攻击。
《電腦遊戲世界》给予本游戏6.5/10的分数。